# Весільний поїзд

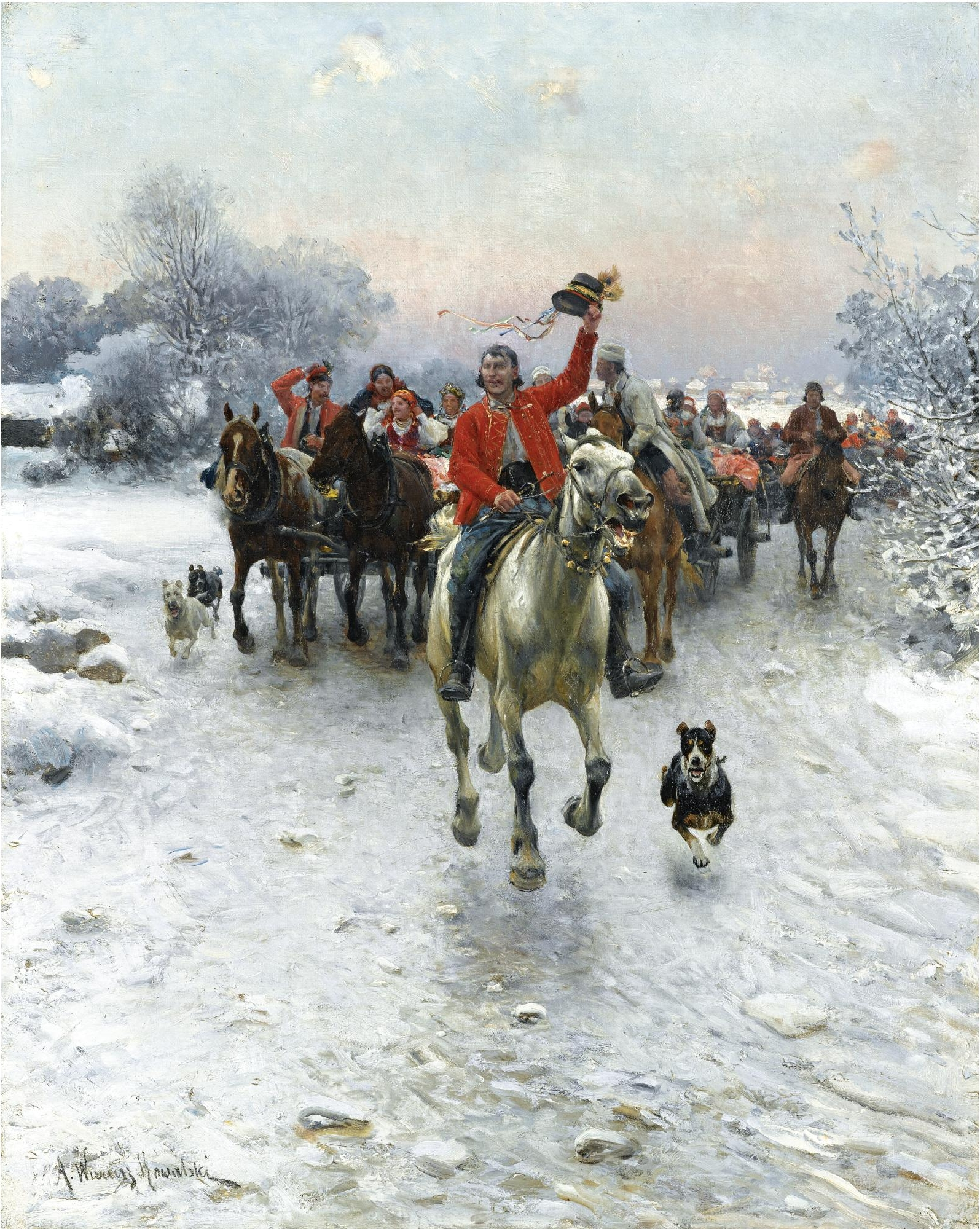
А. Веруш-Ковальський, Весільний поїзд

Весільний поїзд — елемент традиційного весілля, урочиста процесія, що супроводжує нареченого до нареченої. Учасників весільного поїзду називали поїзжанами.

На Лівобережжі поїздів було два:
- коли молодий їхав (йшов) на дівич-вечір;
- поїзд нареченого по наречену до її хати. Навіть коли процесія йшла пішки, вона все одно називалася «поїздом».